# ديفيد إي. ستيوارت
ديفيد إي. ستيوارت (بالإنجليزية: David E. Stuart)‏‏ (9 يناير 1945 - ) عالم الإنسان، وروائي من الولايات المتحدة.

## الجوائز
- زمالة غوغنهايم